# Coastal
Coastal es una banda sonora del músico canadiense Neil Young, publicado por la compañía discográfica Reprise Records el 18 de abril de 2025. El disco es un álbum en directo que sirve como pieza complementaria al documental de la gira Coastal, dirigido por Daryl Hannah y grabado durante la gira en solitario que el músico ofreció en 2023.

## Lista de canciones
| N.º | Título                       | Duración |  |
| 1.  | «I'm The Ocean»              | 7:19     |  |
| 2.  | «Comes A Time»               | 3:15     |  |
| 3.  | «Love Earth»                 | 2:38     |  |
| 4.  | «Prime Of Life»              | 3:40     |  |
| 5.  | «Throw Your Hatred Down»     | 4:39     |  |
| 6.  | «Vampire Blues»              | 2:45     |  |
| 7.  | «When I Hold You In My Arms» | 6:01     |  |
| 8.  | «Expecting To Fly»           | 3:51     |  |
| 9.  | «Song X»                     | 2:42     |  |
| 10. | «I Am A Child»               | 3:01     |  |
| 11. | «Don't Forget Love»          | 0:53     |  |

## Personal
- Neil Young: voz, guitarra acústica, armónica y piano
- Bob Rice: piano en «When I Hold You In My Arms»

## Posición en listas
| País                          | Posición |
| ----------------------------- | -------- |
| Alemania (Offizielle Top 100) | 50       |
| Bélgica (Ultratop flamenca)   | 60       |
| Bélgica (Ultratop valona)     | 119      |
| Suiza (Schweizer Hitparade)   | 53       |